# J・ウィラード・マリオット

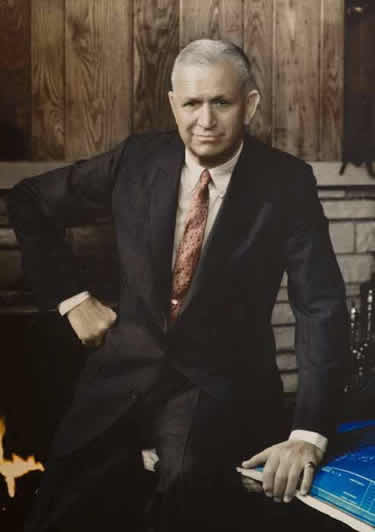
J・ウィラード・マリオット

J・ウィラード・マリオット（John Willard Marriott、1900年9月17日 - 1985年8月13日）は、アメリカの実業家。マリオット・インターナショナルの創業者。
アメリカ合衆国ユタ州オグデン近郊のマリオット開拓地にて、父ハイラム・ウィラード・マリオットと母エレン・モリス・マリオットの間に8人兄弟の2男として生まれる。子供時代は家業の農業を手伝い、子供の頃からビジネスの才能を発揮した。1919年から1921年までの2年間末日聖徒イエス・キリスト教会の宣教師としてニューイングランドで伝道活動に携わった後、1923年ウェバー・ジュニアカレッジ（現：Weber State University）卒業、ユタ大学を1926年卒業。
1927年「ホット・ショップ」という名の、わずか9席のルートビア・スタンドをワシントンD.C.にオープンしたのが、マリオットグループ創業のはじまり（1927年5月20日チャールズ・リンドバーグが単独大西洋横断飛行に成功した頃。）。ルートビアスタンドは順調に店舗を増やした。1937年のある日マリオットがワシントンD.C.郊外のフーバー飛行場に隣接するホット・ショップで、乗客が機内に持ち込む飲食物を買っているのに気づき、機内食事業を開拓する。1963年には10の空港と25の航空会社にサービスをするまでに成長する。その他、給食事業、ハイウェイフードサービス、ファーストフード事業、ファミリーレストラン事業を手がけ、1964年に「マリオット・ホット・ショップ」、1967年の創立40周年には「マリオット・コーポレーション」と改名する。
従業員は2万人に達し、1968年にはニューヨーク証券取引所に上場を果たす。後の主力事業となるホテル事業は1957年に開業した「ツインブリッジ・モーターホテル」が最初。
1972年に息子のJ・ウィラード・マリオット・ジュニアがCEOに就任するが、現在のマリオットグループにも創業者の思想が引継がれている。有名なポリシーとしては従業員を「アソシエイト（仲間、同僚）」と呼び、「アソシエイト（従業員）を大切にすれば、アソシエイトがお客様を大切にしてくれる」がある。彼は教育に対しても情熱を持っていた。ユタ大学にJ・ウィラード・マリオット図書館を寄贈し、モルモン教の指導者としても働いた。ブリガムヤング大学のビジネススクールであるマリオット・スクール・オブ・マネジメントでは、彼が掲げた企業倫理、道徳観を教えている。
1985年8月13日にニューハンプシャー州の別荘で死去。